# Herxheim bei Landau/Pfalz
Herxheim bei Landau/Pfalz è un comune di 10.519 abitanti della Renania-Palatinato, in Germania.
Appartiene al circondario (Landkreis) della Weinstraße Meridionale (targa SÜW) ed è parte della comunità amministrativa (Verbandsgemeinde) di Herxheim.